# 島根県立益田翔陽高等学校
島根県立益田翔陽高等学校（しまねけんりつ  ますだしょうようこうとうがっこう, Shimane Prefectural Masuda Shoyo High School）は、島根県益田市にある県立の高等学校。

## 概要
歴史
2006年（平成18年）に益田市内にあった県立高等学校2校（島根県立益田工業高等学校と島根県立益田産業高等学校）が統合され、益田産業高校に併置された。益田工業高校と益田産業高校の両校は2008年（平成20年）3月に最後の卒業生（2005年度（平成17年度）入学生）を送り出し閉校した。2011年（平成23年）に統合5周年を迎えた。
設置課程・学科・学区
全日制課程 4学科 全県学区（県内に身元保証人がいれば県外からも制限なく志願可能）
- 電子機械科
- 電気科
- 生物環境工学科
- 総合学科
  - 生活文化・福祉系列 - 家庭生活、福祉に関する基礎的・基本的な分野を学習する。
  - 食品科学系列 - 食品の加工・分析から流通に関する基礎的な分野を学習する。

校訓
「創造・敬愛・誠実」
校章
校名の「翔」をモチーフに、鳥がはばたく姿を図案化したものの中央に「翔陽」の文字（縦書き）を置いている。スクールカラーは青色。
校歌
タイトルは「きみだけの道」。作詞は地元出身の脚本家 田渕久美子、作曲は加羽沢美濃による。
同窓会
「島根県立益田翔陽高等学校同窓会」- 益田産業高校と益田工業高校の同窓会を統合して2009年（平成21年）に発足した。

## 沿革
前史・島根県立益田産業高等学校
- 1921年（大正10年）- 「島根県立益田農林学校」が開校。農林科を設置。
- 1933年（昭和8年）4月1日 - 農林加工科を新設。
- 1941年（昭和16年）4月1日 - 農林加工科を廃し、農林科を農科と林科の2科に分ける。
- 1947年（昭和22年）
  - 4月1日 - 学制改革（六・三制の実施、新制中学校の発足）
    - 農林学校の生徒募集を停止。
    - 新制中学校を併設し（名称:島根県立益田農林学校併設中学校、以下・併設中学校）、農林学校1・2年修了者を新制中学校2・3年生として収容。
    - 併設中学校は経過措置としてあくまで暫定的に設置されたため、新たな生徒募集は行われず、在校生が2・3年生のみの中学校であった。
    - 農林学校3・4年修了者はそのまま農林学校に在籍し、4・5年生となる。

  - 9月16日 - 島根県立農林専門学校[1]併設の農林学校となる。
- 1948年（昭和23年）4月1日 - 学制改革（六・三・三制の実施、新制高等学校の発足）
  - 益田農林学校は廃止され、新制高等学校「島根県立益田農林高等学校」が発足。
    - 農林学校卒業生（5年修了者）を新制高校3年生、農林学校4年修了者を新制高校2年生、併設中学校卒業生（3年修了者）を新制高校1年生として収容。
    - 併設中学校は継承され（名称:島根県立益田農林高等学校併設中学校）、在校生が1946年（昭和21年）に農林学校へ最後に入学した3年生のみとなる。
    - 定時制分校を3校（都茂・七日市・柿木村）設置。
- 1949年（昭和24年）
  - 3月31日 - 併設中学校を廃止（修業年限の旧制4～5年から新制3年への移行が完了）。
  - 4月1日 - 高校三原則に基づく島根県内公立高校校の統合・再編により「島根県立益田高等学校 農業部」となる。
- 1950年（昭和25年）4月1日 - 農科・林科・農業土木科を農林科・農林工学科・農村経済科の3学科に改編。
- 1953年（昭和28年）4月1日 - 島根県立益田高等学校より分離し、「島根県立益田産業高等学校」として独立。匹見町に分校を新設（4分校体制となる）。
- 1955年（昭和30年）4月1日 - 農村経済科を廃止し、家庭科を新設。
- 1958年（昭和33年）4月1日 - 七日市分校に島根県立津和野高等学校の六日市分校を統合。
- 1960年（昭和35年）4月1日 - 七日市分校を全日制課程に切替える。
- 1962年（昭和37年）4月1日 - 園芸科を新設。
- 1963年（昭和38年）
  - 4月1日
    - 七日市分校が島根県立吉賀高等学校として分離・独立。
    - 柿木分校を島根県立吉賀高等学校に移管。
    - 匹見分校を全日制課程（普通科）に切替える。
- 1965年（昭和40年）4月1日 - 商業科の募集を停止し、食品化学科を新設。都茂分校を全日制課程（普通科）に切替える。
- 1966年（昭和41年） - 高津の新校舎へ移転を完了。
- 1967年（昭和42年）
  - 3月31日 - 商業科を廃止。
  - 4月1日 - 「島根県立益田農林高等学校」（再）と改称。家庭科を家政科に改称。
- 1973年（昭和48年）3月31日 - 都茂分校を廃止し、本校に統合。
- 1974年（昭和49年）- 全国農業高校初の電子計算機を導入。
- 1976年（昭和51年）4月1日 - 農林工学科を農業土木科に改称。
- 1988年（昭和63年）3月31日 - 匹見分校を廃止し、本校に統合。
- 1991年（平成3年）4月1日 - 生物生産工学科・環境土木科・食品科学科の3学科を新設。農業科・園芸科の生徒募集を停止。
- 1993年（平成5年）3月31日 - 農業科・園芸科を廃止。
- 1996年（平成8年）4月1日 - 総合学科を新設し、「島根県立益田産業高等学校」（再）に改称。家政科の生徒募集を停止。
- 1998年（平成10年）3月31日 - 家政科を廃止。
- 2002年（平成14年）4月1日 - 食品科学科の募集を停止。
- 2004年（平成16年）3月31日 - 食品科学科を廃止。
- 2006年（平成18年）4月1日 - 全学科の生徒募集を停止。島根県立益田翔陽高等学校が併置される。
- 2008年（平成20年）
  - 3月3日 - 閉校式を挙行。
  - 3月31日 -　最後の卒業生（2005年度（平成17年度）入学生）を送り出し閉校。

前史・島根県立益田工業高等学校
- 1963年（昭和38年）4月1日 - 久城町300番地（北緯34度41分38.915秒 東経131度50分55.252秒 / 北緯34.69414306度 東経131.84868111度）に「島根県立益田工業高等学校」が新設される。全日制課程3学科（機械科・電気科・工業化学科）を設置。
- 1994年（平成6年）4月1日 - 機械科を電子機械科に改編。
- 2005年（平成17年）4月1日 - 工業化学科の募集を停止。
- 2006年（平成18年）4月 - 生徒募集を停止。
- 2007年（平成19年）3月31日 - 工業化学科を廃止。
- 2008年（平成20年）
  - 3月1日 - 閉校式を挙行。
  - 3月31日 -　最後の卒業生（2005年度（平成17年度）入学生）を送り出し閉校。
- 2012年（平成24年）11月10日 - 同窓会により工業高等学校跡地に「県立益田工業高等学校発祥の地」記念碑が除幕される。

なお、島根県立益田工業高等学校跡地（益田市久城町300番地）には益田広域消防本部庁舎が建設され2024年7月1日に移転した。
統合・島根県立益田翔陽高等学校
- 2006年（平成18年）
  - 4月1日 - 島根県立益田産業高等学校と島根県立益田工業高等学校の2校が統合されて開校。
    - 全日制課程 5学科（電子機械科・電気科・生物生産工学科・環境土木科・総合学科）を設置（各学科1学級）。
    - 校舎は益田産業高等学校のものを共用。

  - 4月11日 - 開校式および入学式を挙行。入学者数は184名。
  - 5月9日 - 開校記念式典を挙行。
- 2007年（平成19年）
  - 3月26日 - 野球練習場が完成。
  - 12月10日 - 工業科実習棟が完成。
- 2008年（平成20年）
  - 3月31日 - 島根県立益田産業高等学校および島根県立益田工業高等学校が最後の卒業生（2005年度（平成17年度）入学生）を送り出し閉校。
    - これにより産業高校の校舎施設がすべて益田翔陽高校に移管される。
- 2009年（平成21年）
  - 1月31日 - 益田翔陽高等学校同窓会が発足。
  - 3月 - 造園実習棟が完成。第1回卒業式を挙行。
  - 4月1日 - 生物生産工学科と環境土木科の2学科の募集を停止し、生物環境工学科を新設。
  - 4月 - 教室棟にエアコンが設置される。
  - 9月25日 - 屋内運動場の耐震補強工事が完了。
- 2010年（平成22年）
  - 1月13日 - 測量実習棟が完成。
  - 10月8日 - 教室棟の耐震補強工事が完了。
- 2011年（平成23年）
  - 3月25日 - バリアフリー化工事が完了。
  - 3月31日 - 生物生産工学科と環境土木科を廃止。これにより4学科体制となる。
- 2013年（平成25年）3月 - 硬式野球部が第85回記念選抜高等学校野球大会に初出場。

## 部活動
運動部
- 陸上部
- 野球部
- サッカー部
- テニス部
- ソフトテニス部
- 柔道部
- 弓道部
- バスケットボール部
- バレーボール部（女子）
- 卓球部

文化部
- 写真部
- JRC （Junior Red Cross）
- 吹奏楽部
- 美術部
- 電気部
- 工作部
- 自然科学部
- 邦楽部
- 弦楽同好会
- 華道同好会
- 茶道同好会
- 書道同好会

## 著名な出身者
旧・益田産業高等学校
- 福原勝（元プロ野球選手）
- 佐々木有三（元プロ野球選手）

旧・益田農林高等学校
- 西島義則（ボートレーサー）

旧・益田工業高等学校
- 原屋一雄（元トレイダーズ証券代表取締役）

現・益田翔陽高等学校
- 村上奈穂（ボートレーサー）